# Argyractis climacusalis
Argyractis climacusalis là một loài bướm đêm trong họ Crambidae.